# هوارد غاردنر
هو عالم نفس أمريكي ولد في 11 جويلية 1943 في سكرانتون ،بنسيلفانيا بـأمريكا
وهو أستاذ الإدراك والتعليم في جامعة هارفارد في كلية الدراسات العليا. عرف بنظريته حول نظرية الذكاءات المتعددة.
تحصل على جائزة ماك آرثر عام 1981 وعام 1990 جائزة جامعة لويزفيل. وعام 1995.
قدم نظريته لأول مرة عام 1983 في كتاب بعنوان أطر العقل واستمر في تطويرها لما يزيد على 20 عاما بعد ذلك.
كان اهتمامه بالذكاء منذ بداياته مدفوعا بعدد من العوامل التي ذكرها في كتاب لاحق له صدر عام 1999
صرح في خطاب ألقاه عام 2003 في مدينة شيكاغو.أنه في صغره كان مهتما بالعزف على آلة البيانو وببعض الفنون الأخرى بالإضافة على اهتماماته العلمية.
في 2011 تحصل على جائزة أمير أستورياس للعلوم الاجتماعية.
نشر عدد كبير من البحوث حوالي مئة بحث والف
مايوازي عشرين كتابا ترجمت لاكثر من ثلاثين لغة مختلفة.